# كريس بست
كريس بست هو لاعب كرة القدم الكندية كندي، ولد في 3 أبريل 1983 في كالغاري في كندا.